# إن إيه-15 (أيبت آباد-l)
إم إيه-15 هي دائرة انتخابية للمجلس الوطني في باكستان. وهي تقع في مقاطعة أيبت آباد. كانت تعرف سابقا باسم إم إيه-18 (أيبت آباد-ll) من 1977 إلى 2018. وفي عام 2002 تم تغيير اسمها إلى إم إيه-15 بعد ترسيم الحدود في عام 2018.

## وصلات خارجية
- نتيجة الانتخابات الموقع الرسمي